# Amphistethus
Amphistethus es un género de coleóptero de la familia Endomychidae.

## Distribución geográfica
Las especies de este género son:
- Amphistethus astarte
- Amphistethus phyllocerus
- Amphistethus pustulifer
- Amphistethus stroheckeri
- Amphistethus superbus